# Stefania Filo Speziale

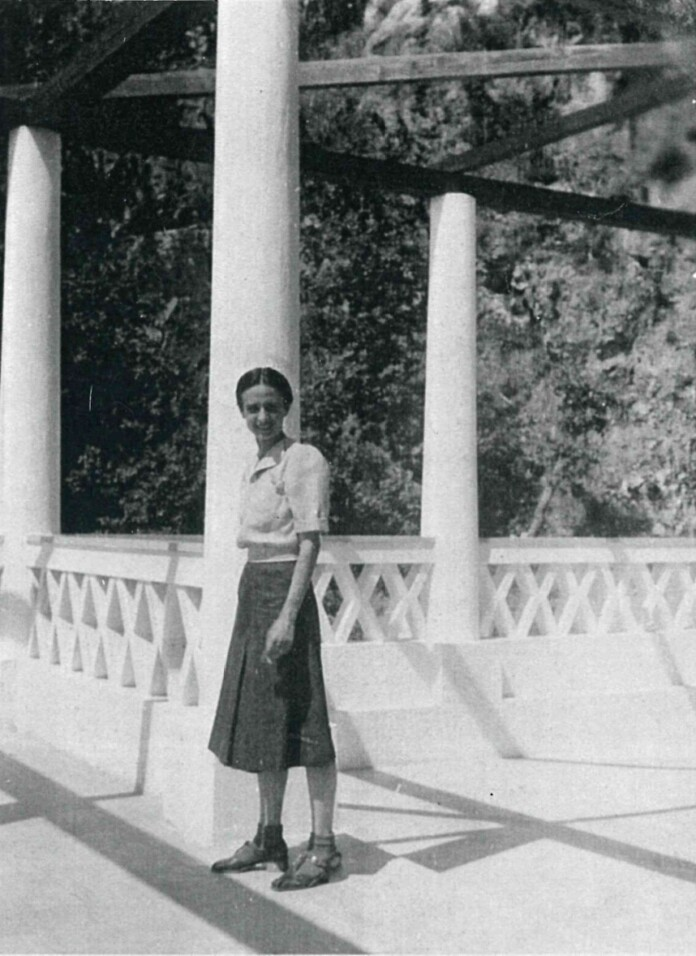
Stefania Filo Speziale

Stefania Filo Speziale (* 1905 in Neapel; † 26. September 1988 ebenda) war eine italienische Architektin und Professorin. Sie trug zur Entstehung des neapolitanischen Modernismus bei.

## Leben und Werk
Ihr vollständiger Nachname lautete lautet Filo della Torre di Santa Susanna und ist aristokratischer Herkunft. Sie war mit dem kroatischen Historiker Giuseppe Carlo Speziale verheiratet.
Stefania Filo Speziale schloss 1930 (nach anderen Quellen 1932) ihr Architekturstudium am Regio istituto superiore di architettura ab, das im Jahr zuvor aus der Umwandlung der Scuola superiore di architettura hervorgegangen war. Damit war sie die erste Frau, die in Neapel ein Architekturdiplom erhielt. Sie war deshalb als „la Signora“ bekannt. Neben Architektur studierte sie auch Französisch und Deutsch. Dies ermöglichten es ihr, fremdsprachige Zeitschriften zu lesen und sich über die europäische Avantgarde auf dem Laufenden zu halten.
Sie begann ihre berufliche Karriere als Assistentin an der Fakultät für Architektur in Neapel bei Marcello Canino und arbeitete außerdem in seinem Büro. Sie war als Architektin an dem 1937 eröffneten Ausstellungskomplex Mostra d'Oltremare beteiligt, für den sie in den 1930er Jahren den Nordeingang und mehrere Pavillons (Gebäude für Jagd, Fischerei, Forstwirtschaft, Elektrotechnik und Industrie) entwarf. Heute ist das Ausstellungsgelände mit einer Fläche von 720 000 Quadratmetern zusammen mit der Fiera del Levante in Bari das größte in Süditalien. Jedoch wurden die Werke von Filo Speziale nach der Zerstörung im Zweiten Weltkrieg zur Wiedereröffnung im Jahr 1952 nicht wieder aufgebaut.

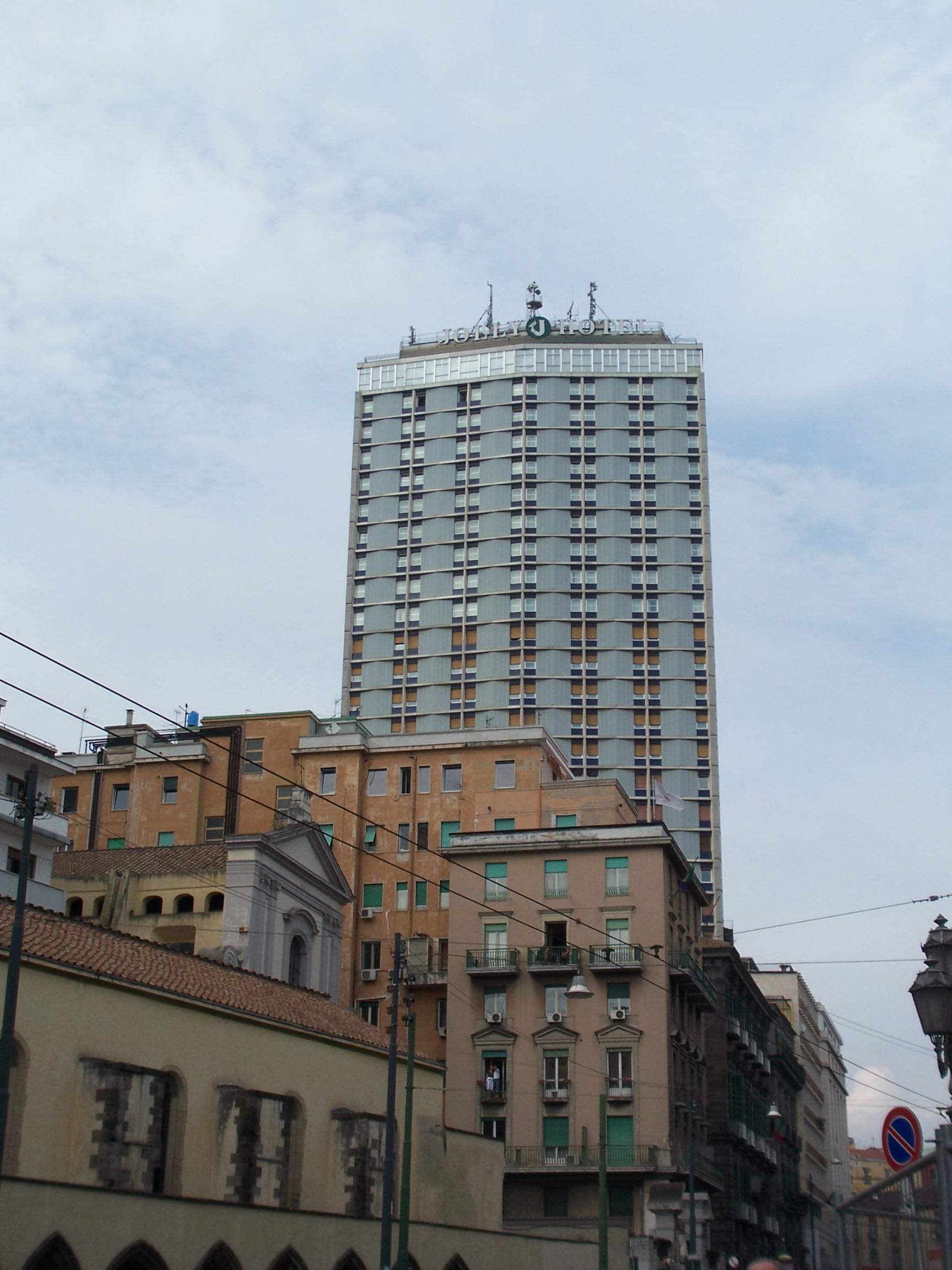
Cattolica Assicurazioni-Hochhaus (heute NH Hotel)

Als Freiberuflerin entwarf Stefania Filo Speziale private und öffentliche Gebäude. Sie nahm häufig an Architekturwettbewerben teil. Im Jahr 1948 entwarf sie das Metropolitan-Kino in Neapel, das vollständig unter der Erde liegt und mittels Stahlbetongewölben in Tuffsteinhöhlen konstruiert wurde. 1954 gewann sie mit einem Entwurf für das Cattolica Assicurazioni-Hochhaus einen Wettbewerb mit prominentem Teilnehmerfeld. Bei dem Gebäude handelte es sich um das höchste Gebäude Neapels, ein 30-stöckiges Gebäude aus Stahlbeton, das mit einer Höhe von 104 m das historische Zentrum der Stadt prägte. Der Siegerentwurf mit einem Stahlturm, der einen kleinen Platz überragte, hatte nicht viel mit dem realisierten Gebäude gemein. Auf Grund der Baugesetze wurde eine Stahlbetonstruktur auf einem volumenreichen Sockelgeschoss realisiert. Ein Restaurant mit Panoramafassaden auf dem oberen Geschoss wurde entsprechend der ursprünglichen Entwurfsidee umgesetzt. Das Gebäude wurde mehrfach als Filmszenerie genutzt. Im Film Die Hände auf die Stadt von Francesco Rosi hatte der Unternehmer Eduardo Nottola sein Büro im Gebäude. Der Film Teens in der Sonne spielte auf dem Dach. Das Video des Songs Anema e Core von Pino Daniele wurde ebenfalls auf dem Dach aufgezeichnet.
Ab 1954 arbeiteten zwei junge Architekten, Carlo Chiurazzi und Giorgio di Simone, in ihrem Büro. Sie waren zunächst Mitarbeiter, später Partner des Architekturbüros, das in dieser Zeit den Entwurf des Palazzo Della Morte realisierte. In den 1970er Jahren verlagerte sich ihre Arbeit auf den sozialen Wohnungsbau, u. a. für das Istituto autonomo per le case popolari della provincia di Napoli (IACP), in Gescal sowie dem INA-Casa-Viertel.
Als eine der ersten Architektinnen Italiens trat sie in den Ordine degli architetti di Napoli (Berufsverband) ein. 1945 wurde sie Mitglied des nationalen Städtebau-Instituts.
1970 wurde sie Professorin an Fakultät für Architektur der Universität Neapel nachdem sie dort bereits seit 1955 lehrte. Sie beendete ihre Hochschulkarriere 1980 nach einer kurzen Zeit als Dekanin.

„Architectures have to be taught in relationship with external natural outdoors or in relationship with the one preordained by man.“

„Architekturen müssen in Bezug zur natürlichen Umgebung oder in Bezug auf die vom Menschen gestaltete Umgebung gelehrt werden.“

Sie starb 1988. Vorher vernichtete sie ihr gesamtes Werkarchiv, nachdem sie von Fachkollegen, Architekturhistorikern und Kritikern angegriffen und isoliert worden war. Zuerst warf man ihr vor, Faschistin zu sein. Später wurde sie angegriffen, weil man ihr die Beteiligung an Grundstücksspekulationen beim Cattolica Assicurazioni-Hochhaus zur Last legte.

## Rezeption
Das Damnatio memoriae in der Architekturwelt und die Vernichtung ihres Archives verhinderten lange eine Würdigung ihrer Leistungen. Erst durch die Reportage „Forgotten Architects“ des Corriere del Mezzogiorno und eine vom Berufsverband geförderte Ausstellung ihrer Projekte im Jahr 2003 wurde sie wiederentdeckt. In den Folgejahren gab es mehrere Buchveröffentlichungen. Im Juni 2022 wurde das vom Netzwerk Open House Italia kurierte Architektur-Festival „Architetti senza tempo“ erstmalig in Rom, Neapel, Mailand und Turin eröffnet. Es dient der Architekturvermittlung sowohl für Fachleute als auch für ein breites Publikum. Es konzentrierte sich in seiner ersten Ausgabe auf fünf Kunstschaffende des 20. Jahrhunderts und ordnete sie ihren jeweiligen Städten zu: Gae Aulenti in Mailand, Stefania Filo Speziale in Neapel, Luigi Moretti in Rom sowie Sergio Jaretti Sodano und Elio Luzi in Turin. Zum Programm gehören Ausstellungen, Stadtführungen und Vorträge, die aktuelle Forschungsergebnisse präsentieren. Der Vortrag über Filo Speziale im Auditorium maximum des DiARC im Palazzo Gravina konzentrierte sich auf städtebauliche Gender-Aspekte und die beruflichen Herausforderungen als Architektin im männlich geprägten Arbeitskontext.

## Bauten (Auswahl aus 150 realisierten Bauten)
- 1938–1961 Edifici di Piazza Ottocalli, Calata Capodichino, via Gherardo Marone, Neapel (IACP und Parco Sirio, Stefania Filo Speziale; Rione Birra Peroni, Stefania Filo Speziale mit Domenico Orlacchio und Giorgio di Simone)[10]
- 1948 Metropolitan-Kinos, Neapel
- 1951–1957 Palazzo Della Morte, Corso Vittorio Emanuele 167, Neapel
- 1952 Viale Michelangelo 13, Via Vincenzo d’Annibale 7, Neapel[11]
- 1953 Wohnkomplex, Via Petrarca 141, Neapel[12]
- 1953–1957 Quartier INA Casa di Agnano, Via Tacito, Neapel[13]
- 1954–1958 Hochhaus der Versicherungsgesellschaft Cattolica, Via Medina 70, Neapel[14]
- 1954–1960 Via Nevio 102 – via Plauto, Neapel[15]
- 1955–1959 Via Parco Grifeo 45, Neapel[16]
- 1956–1960 Via Petrarca 64, Neapel[17]

## Schriften (Auswahl)
- Del corso di caratteri distributivi degli edifici. F. Fiorentino, Napoli 1953.
- La casa di abitazione. Fausto Fiorentino, Napoli 1953.
- Caratteri distributivi degli edifici. 1, Considerazioni generali. 1958.
- Caratteri distributivi degli edifici: trasporti e comunicazioni, Tip. S.A.V., Napoli.
- Mit Giorgio Di_Simone: L'abitazione ed i maestri dell'arte contemporanea. F. Fiorentino, Napoli 1961.